# Жамбын Лхумбэ
Жамбын Лхумбэ (монг. Жамбын Лхүмбэ, 1902 — 30 июня 1934) — член президиума ЦК Монгольской народно-революционной партии (МНРП) с 1930 по 1933, первый секретарь Центрального Комитета МНРП с 30 июля 1932 года по 30 июня 1933 года. Лхумбэ был арестован в 1933 году и обвинен в том, что он являлся главой контрреволюционной группы заговорщиков, имевших цель превратить Монголию в японский протекторат. Последовавшее за этим Дело Лхумбэ привело к чистке многочисленных высокопоставленных политиков и офицеров, с особым упором на преследования этнических бурят. Лхумбэ был признан виновным 25 июня 1934 года и казнён пять дней спустя, 30 июня 1934 года.

## Биография
Лхумбэ родился в 1902 году на территории современного сомона Хайрхан-дулан в Увер-хангайском аймаке. После завершения обучения в партийной школе в Улан-Баторе (1926—1927), он стал директором этой школы в 1928 году. Лхумбэ был одним из нескольких наиболее молодых и наиболее радикальных членов партии из сельской глубинки (включая Цэнгэлтийн Жигжиджава, Улзийтийн Бадраха, Бат-Очирын Элдэв-Очира, Золбингийн Шижээ и Пэлжидийн Гэндэна), в которых Советский Союз видел противовес «старой гвардии» МНРП, состоявшей из Балингийн Цэрэндоржа, Цэрэн-Очирын Дамбадоржа и Анандын Амара. В 1929 году Лхумбэ начал сотрудничать с Управлением внутренней безопасности, но вскоре после этого отправился в Москву для учёбы в Коммунистическом университете трудящихся Востока имени И. В. Сталина (1929—1930 гг.). В 1930 году он стал председателем Центрального совета профсоюзов и был избран в Президиум ЦК МНРП.
В апреле 1932 года, Лхумбэ возглавил полномочную комиссию, которая руководила жёстким подавлением антикоммунистического Хубсугульского восстания. Войска Лхумбэ и Гиваапила сожгли посёлок Рашаант, разрушили монастырь, где мятеж возник. Лхумбэ приказал немедленно казнить 54 повстанцев из 204 взятых в плен. К концу лета 1932 года правительственные силы при поддержке советских танков и самолётов шаг за шагом подавили восстание. Лхумбэ вернулся в Улан-Батор, где 30 июля 1932 года он был избран Первым секретарем ЦК МНРП.

## «Дело Лхумбэ»
Советское и монгольское коммунистическое руководство полагали, что восстание было частично поддержано японцами. Тревога по поводу возможных японских происков в Монголии всё возрастала. Истерия достигла пика весной 1933 года, когда служба безопасности пришла к выводу, что обнаружила заговор с целью свержения правительства, поддержанный японцами. «Доказательством», однако, было письмо, подделанное одним низкоранговым партийным функционером из сомона Дадал северо-восточного Хэнтэйского аймака, чтобы оклеветать другого, обвинив его в сотрудничестве с японскими шпионами. Д. Намсрай, начальник Управления безопасности, и его советские советники оперативно отреагировали, создав специальную комиссию по расследованию. Когда подозреваемые указали на Лхумбэ как главу заговорщиков (вероятно, по рекомендации советских следователей), лидер партии Бат-Очирын Элдэв-Очир и премьер-министр Пэлжидийн Гэндэн дали согласие на его арест.
Продолжение арестов, допросов и пыток в отношении подследственных показывали всё расширяющийся круг заговорщиков, включавший высокопоставленных государственных чиновников и офицеров. Монгольские буряты, которым советские спецслужбы не доверяли как белоэмигрантам, попали под особо тяжкое подозрение. Советские советники эффективно использовали расследование для устранения бурятского влияния в Монголии. В целом, несколько сотен человек были арестованы и допрошены, 56 из них в итоге были казнены (в том числе председатель государственного Верховного суда Ж. Гончигсурэн, бывший председатель Управления безопасности Х. Хаянхярваа и беременная женщина Д. Дунгаржид). 260 человек были заключены в тюрьму на сроки от трех до десяти лет, 126 были высланы в СССР. Из них 251 человек были бурятами.
В Монголии «дело Лхумбэ» имело далеко идущие последствия и послужило репетицией к ещё более жёстким чисткам 1937—1939 годов. В 1934 году Хорлогийн Чойбалсан и Доржжавын Лувсаншарав были вызваны в Москву для выяснения их возможной роли в «заговоре». Чойбалсан активно сотрудничал с НКВД, участвуя в проходивших в рамках расследования допросах и пытках подозреваемых. Это подняло его статус в глазах советского руководства и привело к тому, что позднее именно на него пал выбор, как лидера Монголии. Премьер-министры Гэндэн и Амар в конечном счёте были обвинены в участии в заговоре Лхумбэ, арестованы и казнены. (Амар вызвал гнев Сталина просьбой о помиловании многих арестованных в ходе расследования в честь пятнадцатой годовщины революции в 1936 году). Премьер-министра Цэнгэлтийн Жигжиджава и маршала Гэлэгдоржийн Дэмида связали с «делом Лхумбэ» посмертно, соответственно в 1934 и 1937 годах.

## Гибель
Во время интенсивных допросов советскими следователями в Улан-Баторе, а затем в Москве, Лхумбэ настаивал на своей невиновности. В январе 1934 года после его возвращения в Монголию он якобы «подтвердил» его преступления секретарю партии Доржжавын Лувсаншараву и Намсраю. 25 июня 1934 г. Лхумбэ был приговорен к смертной казни Специальной комиссией Управления безопасности и расстрелян 30 июня 1934 года.
В 1962 году Лхумбэ был реабилитирован.